# Amphixystis undosa
Amphixystis undosa är en fjärilsart som beskrevs av Walsingham 1908. Amphixystis undosa ingår i släktet Amphixystis och familjen äkta malar. Inga underarter finns listade i Catalogue of Life.